# Ptačí

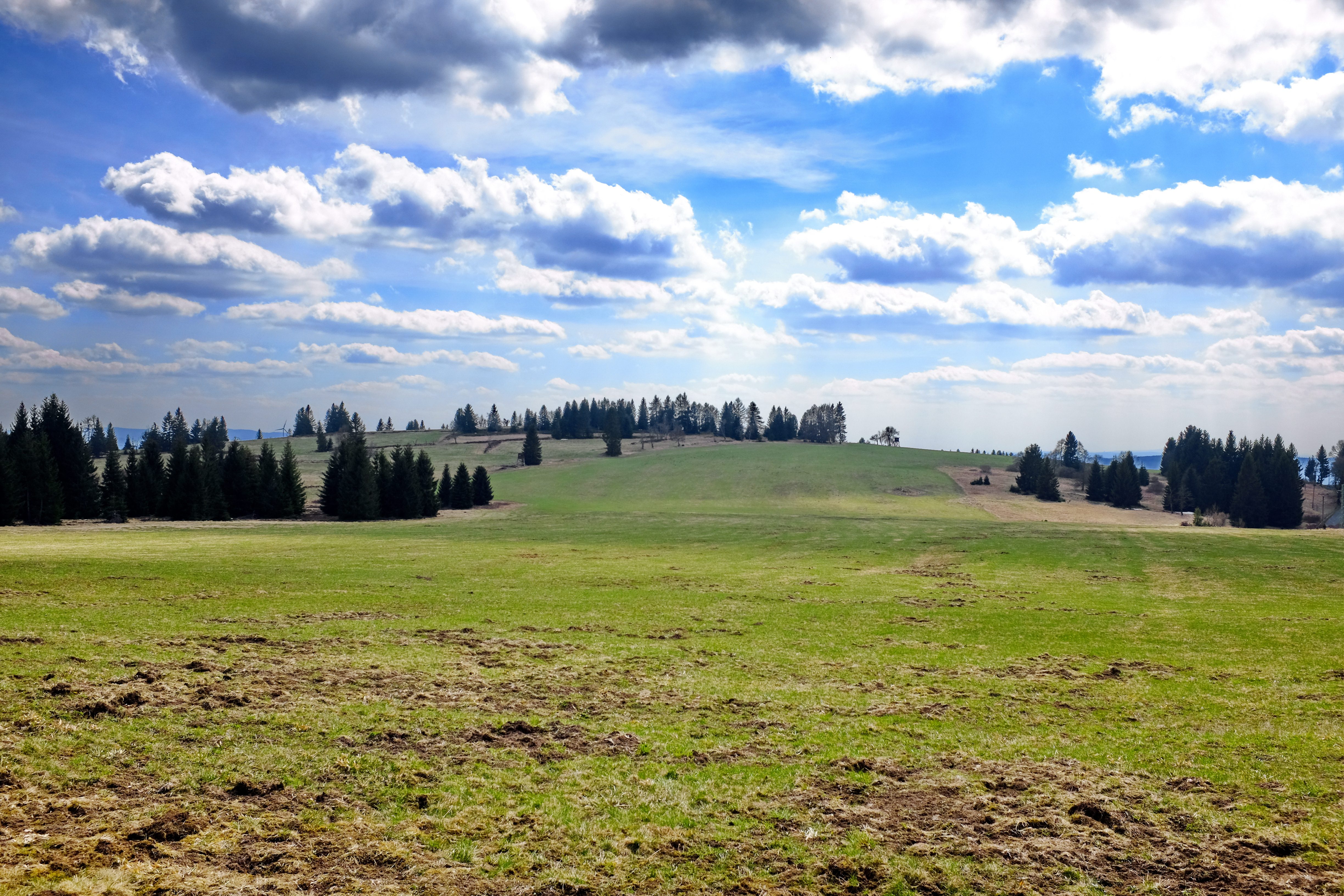
Blick von Ptačí auf den Ptačí hora

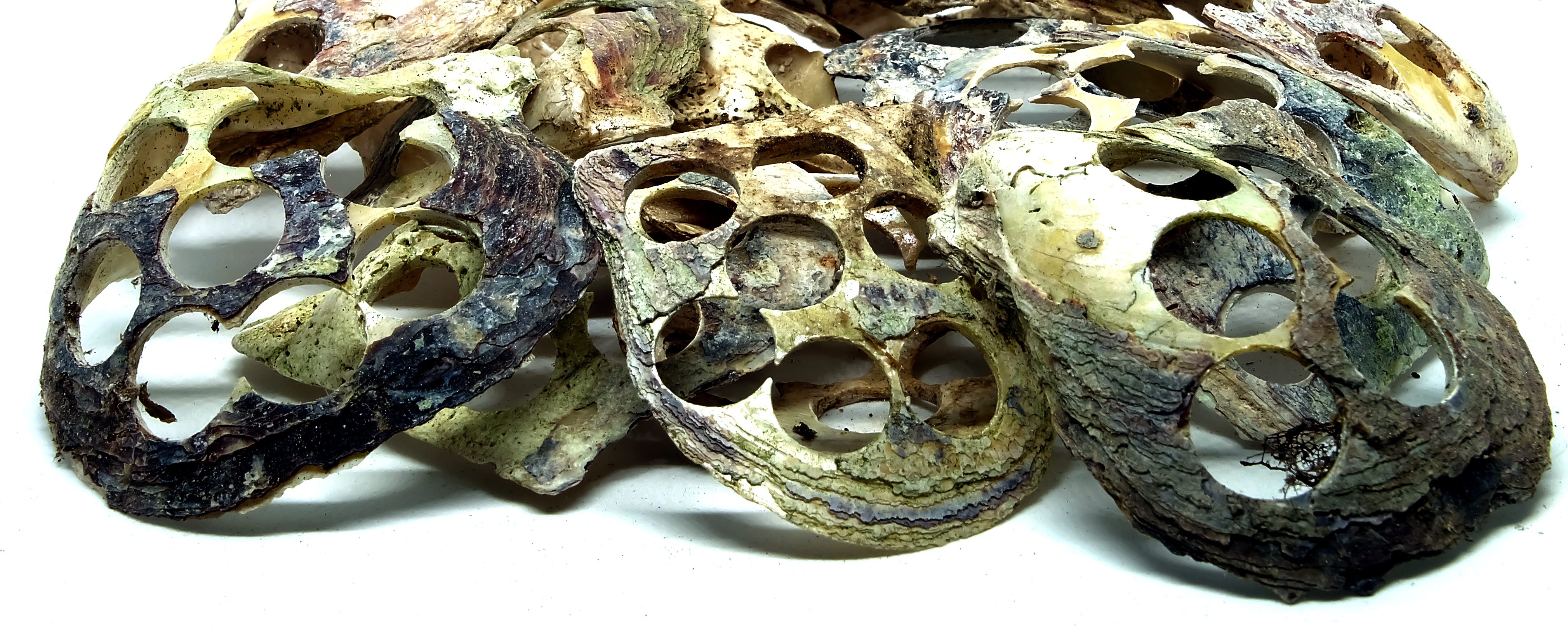
Perlmuttknopf-Fabrikationszeugen, gefunden in der Ruine der Vogldorfer Schule

Ptačí (deutsch Vogeldorf oder Vogldorf) ist eine Wüstung und Grundsiedlungseinheit in der tschechischen Gemeinde Šindelová (Schindlwald) im Okres Sokolov.

## Geographie
Ptačí lag verstreut an der Ptačí hora (Hüttenberg, 826 m n.m.) teils an der Straße zwischen Schönlind und Frühbuß und teils am Abzweig nach Milíře (Kohling).

## Geschichte
Die älteste schriftliche Erwähnung der Glasmacherkunst bei Vogldorf findet sich in den Falkenauer Stadtbüchern aus dem Jahr 1512. Die ersten zwei Glashütten sollen auf dem Vogelberg gestanden haben, nachdem der spätere Ort benannt wurde. Damals gestattete Niklas Schlick, der eben mit seinem Bruder Abundus Schlick die Herrschaft Heinrichsgrün geerbt hatte, einem Georg (bzw. den Gebrüdern) Ziegner (auch Reckenzagl oder Störkenzagel genannt) aus Crottendorf im Erzgebirge bei Schönlind eine Glashütte zu errichten. 
Ziegner scheint das Privileg ab dem Jahr 1540 dem Glashüttenmeister Melchior Ditrich und abgetreten zu haben, der schon 1557 als Hüttenmeister von Schönlind erscheint. Auch an einen gewissen Schürer wurde das Privileg abgegeben. 1625 war die Glashütte noch in Betrieb, doch scheint sie bis Ende des Dreißigjährigen Krieges aufgelassen worden zu sein. Der Besitzer Weidl wanderte wegen seines Glaubens nach Sachsen aus. In Vogldorf wurden Trinkgefäße und Tafelglas gefertigt.
Auf der Flur der Glashütte entstand in der Folge das Dorf, das schon 1654 als Vogldorf mit sieben Häusern in der Steuerrolle genannt wird. Die neuen Einwohner seien aus Bayern zugewandert und hatten Mühe, aus den unwirtlichen Umgebungsbedingungen urbares Land zu schaffen. Dies ist aber schließlich gelungen, in den Heinrichsgrüner Matrikeln erscheinen die Vogldorfer 1657. Auf der Müllerschen Karte von Böhmen erscheint 1726 neben Vogldorf auch der Name „Alte Hütten“. Im Ort gab es zudem einen Herrschaftshof der in Heinrichsgrün sitzenden Adelsfamilie Nostitz. Vogldorf war nach dem Dreißigjährigen Krieg zunächst nach Heinrichsgrün gepfarrt, seit Anfang des 18. Jahrhunderts nach Frühbuß und seit 1784 zur Pfarrkirche in Schönlind.
Das Gemeindegebiet Vogldorf gehörte zum alten Rittergut Schönlind und ist dort jedes Mal mit erwähnt. Vogldorf war in der zweiten Hälfte des 18. Jahrhunderts eine selbstständige Gemeinde, später wurde es der Gemeinde Schönlind zugeschlagen. 1820 wird es zur Herrschaft Heinrichsgrün gezählt. 1849 wurde Vogldorf der Gemeinde Schönlind im Gerichtsbezirk Neudek zugeschlagen. Seit 1904 war der Ort wieder selbstständig und gehörte zur katholischen Pfarre und zur Polizeistation Schönlind. Zu der Gemeinde im Bezirk Neudek bzw. Landkreis Neudek gehörten der Ortsteil Möschlhäuser, die Siedlung Altenhütten und die Einschicht Mühlhäuser. Später werden 7 Ortsteile genannt: Möschlhäuser, Heuhäuser, das Dorf selbst, der Honsnberg, der Winkl, der Hüttenberg und auf der Mühl.
Im Jahr 1903 eröffnete die einklassige Schule mit 63 Schülern, später war sie auch zweiklassig. Der erste Lehrer war ein Herr Fickert, später ein Herr Kunzmann. Darauf folgten Steinitz, Kiesewetter, Josef Klier (1909), Ferdinand Neidert, Josef Klier, Ignatz Kollert, Otto Brandl, Rudolf Winter, Franz Götz und Rudolf Klausnitzer (September 1928 bis Juni 1930). Die Fluktuation war an dieser kleinen Schule offenbar recht groß.
Aufgrund der geringen Landwirtschaft suchten sich viele Männer ihr Einkommen in benachbarten Orten, insbesondere in der Eisenhütte in Schindelwald und in Rothau. Die Frauen fanden in der Neudeker Wollkämmerei und in der Handschuhfabrik Josef Kunzmann in Frühbuß Arbeit. Ferner boten auch die Waldarbeit, die Perlmuttdreherei, die Klöppelei und die Kanarienvogelzucht ein geringes Einkommen. Zeitweise fand man seinen Lebensunterhalt auch in Sachsen. 1939 zählte Vogldorf in der Landwirtschaft 56 Beschäftigte, in der Industrie 112 Beschäftigte, in Geschäften 16 Beschäftigte und in weiteren Gewerbebetrieben 52 Beschäftigte. Am 5. Februar 1930 musste ein Doppeldecker Verkehrsflugschule Schleißheim bei München mit der Kennung D 1584 gegen 10:15 Uhr in Vogldorf 200 Meter neben der Schule notlanden.
1938 gab es in Vogldorf drei Gasthäuser, zwei Kaufläden, eine Mühle mit Bäckerei sowie mobiler Lieferservice von zwei auswärtigen Bäckern und eines Fleischers. Weiter werden genannt zwei Tischler, ein Zimmermann, zwei Maurer, ein Schuhmacher, ein Flickschuster und ein Damen- und Herrenschneider. An Vereinen gab es eine Freiwillige Feuerwehr, einen Schützenverein und eine 12-köpfige Blaskapelle unter Leitung von Rudolf Möschl.
Von den 90 von der Wehrmacht rekrutierten Männern des Ortes kehrten 30 nicht wieder zurück. Nach dem Zweiten Weltkrieg kam Vogldorf zur Tschechoslowakei zurück, hieß kurzzeitig Vegeldorf und wurde 1947 in Ptačí umbenannt. Nach der Vertreibung der deutschen Bevölkerung erlosch das Dorf. 1948 wurde Ptačí nach Šindelová eingemeindet. Ptačí bildet heute eine Grundsiedlungseinheit und einen Katastralbezirk der Gemeinde Šindelová.

### Einwohnerentwicklung
- 1654: 7 Häuser
- 1783: 33 Erwachsene, 14 Kinder
- 1847: 175 Einwohner, 39 Häusern
- 1900[6]: 331 Einwohner, 60 Häuser
- 1921[6]: 364 Einwohner, 63 Häuser
- 1930: 365 Einwohner
- 1938: 356 Einwohner, 77 Häuser
- 1939: 363 Einwohner[7], 114 Häuser
- Januar 1946: 282 Einwohner, 72 Häusern
- November 1948: kein Einwohner mehr verzeichnet

### Gemeindevorsteher
- 1919: Bürgermeister Franz Ott
- Gemeindevorsteher Ignatz Möschl
- 1938: Bürgermeister Karl Lorenz

### Kommunalwahlen im Frühjahr 1938
- Tschechoslowakische Kommunistische Partei 46,5 % (Bezirk Neudek 10,5 %)
- Sudetendeutsche Henleinpartei 37,2 % (Bezirk Neudek 68,5 %)
- Sozialdemokraten 16,3 % (Bezirk Neudek 19,5 %)

### Namensherkunft
Der Name Vogldorf (der deutschen Schreibweise ist der Vorzug zu geben, da seit jeher der Ort deutsch war und im Ort Deutsch gesprochen wurde) kommt angeblich von den vielen Vogelbeerbäumen, die hier wuchsen und deren Beeren gerne von den Vögeln gefressen wurden, oder vielleicht von der hier einst verbreiteten Vogeljagd. Der sich auf 826 m erhebende Hüttenberg heißt auch Ptačí hora, also Vogelberg. Vor 1625 findet sich die Ortsbenennung Vogldorf nirgends.